# División de Honor femenina de rugby 2023-24
La División de Honor femenina de rugby 2023-24, conocida por motivos de patrocinio como Liga Iberdrola de Rugby, fue la duodécima temporada de la máxima categoría del rugby femenino en España. La liga consta de una primera fase con un sistema de todos contra todos de siete jornadas. Después, se hace una segunda fase donde los primeros cuatro clasificados juegan en el grupo A, y los cuatro restantes en el B.  Los puntos se arrastran de una fase a otra. Finalmente se juega un playoff entre los ocho equipos, dispuesto según la clasificación en la segunda fase.

## Equipos participantes
| Equipo                          | Ciudad             |
| ------------------------------- | ------------------ |
| Ghenova Cocos Rugby             | Sevilla            |
| Silicius Rugby Majadahonda      | Majadahonda        |
| CR El Salvador                  | Valladolid         |
| AVR FC Barcelona                | Barcelona          |
| CRAT Residencia Rialta A Coruña | La Coruña          |
| Olímpico de Pozuelo R. C.       | Pozuelo de Alarcón |
| Eibar Rugby Taldea              | Éibar              |
| CR Sant Cugat                   | Barcelona          |

## Primera fase
|                                      | Equipo                          | Puntos | J  | G | E | P | PF  | PC  | DP   | EF | EC | DE  | BO | BD |
| ------------------------------------ | ------------------------------- | ------ | -- | - | - | - | --- | --- | ---- | -- | -- | --- | -- | -- |
| 1                                    | Silicius Rugby Majadahonda      | 37     | 10 | 8 | 0 | 2 | 297 | 144 | 153  | 44 | 19 | 25  | 4  | 1  |
| 2                                    | CRAT Residencia Rialta A Coruña | 35     | 10 | 7 | 1 | 2 | 249 | 144 | 105  | 39 | 20 | 19  | 4  | 1  |
| 3                                    | CR El Salvador                  | 31     | 10 | 6 | 0 | 4 | 251 | 127 | 124  | 38 | 18 | 20  | 4  | 3  |
| 4                                    | CR Sant Cugat                   | 19     | 10 | 4 | 1 | 5 | 194 | 275 | -81  | 27 | 44 | -17 | 1  | 0  |
| 5                                    | Ghenova Cocos Rugby             | 23     | 10 | 5 | 1 | 4 | 173 | 225 | -52  | 25 | 33 | -8  | 0  | 1  |
| 6                                    | AVR FC Barcelona                | 21     | 10 | 4 | 0 | 6 | 188 | 150 | 38   | 23 | 22 | 1   | 1  | 4  |
| 7                                    | Eibar Rugby Taldea              | 11     | 10 | 2 | 1 | 7 | 104 | 227 | -173 | 17 | 40 | -23 | 0  | 1  |
| 8                                    | Olímpico de Pozuelo R. C.       | 10     | 10 | 2 | 0 | 8 | 127 | 241 | -114 | 19 | 36 | -17 | 0  | 2  |
| Fuente: Federación Española de Rugby |                                 |        |    |   |   |   |     |     |      |    |    |     |    |    |

## Playoffs
|  | Cuartos de final    | Cuartos de final  |                                 |                  | Semifinales        | Semifinales                     |    |  | Final              | Final              |  |
|  | 5 de mayo de 2024   | 5 de mayo de 2024 |                                 |                  | 12 de mayo de 2024 | 12 de mayo de 2024              |    |  | 19 de mayo de 2024 | 19 de mayo de 2024 |  |
|  |                     |                   |                                 |                  |                    |                                 |    |  |                    |                    |  |
|  |                     |                   |                                 |                  |                    |                                 |    |  |                    |                    |  |
|  | CR El Salvador      | 23                |                                 |                  |                    |                                 |    |  |                    |                    |  |
|  | CR El Salvador      | 23                |                                 |                  |                    |                                 |    |  |                    |                    |  |
|  | AVR FC Barcelona    | 25                |                                 |                  |                    |                                 |    |  |                    |                    |  |
|  | AVR FC Barcelona    | 25                |                                 | AVR FC Barcelona | 15                 |                                 |    |  |                    |                    |  |
|  |                     |                   |                                 | AVR FC Barcelona | 15                 |                                 |    |  |                    |                    |  |
|  |                     |                   | CRAT Residencia Rialta A Coruña | 24               |                    |                                 |    |  |                    |                    |  |
|  |                     |                   | CRAT Residencia Rialta A Coruña | 24               |                    |                                 |    |  |                    |                    |  |
|  |                     |                   |                                 |                  |                    |                                 |    |  |                    |                    |  |
|  |                     |                   |                                 |                  |                    |                                 |    |  |                    |                    |  |
|  |                     |                   |                                 |                  |                    | CRAT Residencia Rialta A Coruña | 12 |  |                    |                    |  |
|  |                     |                   |                                 |                  |                    |                                 | 12 |  |                    |                    |  |
|  |                     |                   | Silicius Rugby Majadahonda      | 13               |                    |                                 |    |  |                    |                    |  |
|  | CR Sant Cugat       | 26                | Silicius Rugby Majadahonda      | 13               |                    |                                 |    |  |                    |                    |  |
|  | CR Sant Cugat       | 26                |                                 |                  |                    |                                 |    |  |                    |                    |  |
|  | Ghenova Cocos Rugby | 17                |                                 |                  |                    |                                 |    |  |                    |                    |  |
|  | Ghenova Cocos Rugby | 17                |                                 | CR Sant Cugat    | 17                 |                                 |    |  |                    |                    |  |
|  |                     |                   |                                 | CR Sant Cugat    | 17                 |                                 |    |  |                    |                    |  |
|  |                     |                   | Silicius Rugby Majadahonda      | 27               |                    |                                 |    |  |                    |                    |  |
|  |                     |                   | Silicius Rugby Majadahonda      | 27               |                    |                                 |    |  |                    |                    |  |
|  |                     |                   |                                 |                  |                    |                                 |    |  |                    |                    |  |
|  |                     |                   |                                 |                  |                    |                                 |    |  |                    |                    |  |
|  |                     |                   |                                 |                  |                    |                                 |    |  |                    |                    |  |
|  |                     |                   |                                 |                  |                    |                                 |    |  |                    |                    |  |